# Империя Китара
Империя Китара существовала, согласно устной традиции, в XII—XV вв. на территории вокруг Великих озёр Африки, включавшей территорию современной Уганды, север Танзании, восток Демократической республики Конго, Руанду и Бурунди.
Большую часть времён существования данной империи в ней правил народ бачвези (чвези). После вторжения с севера народа луо на месте империи Китара возникло меньшее по размеру королевство, которое некоторое время также было известно как Китара, однако в настоящее время носит название Уньоро.

## Предание
Согласно устному преданию, империей Китара управляла династия бачвези (чвези), которая сменила прежнюю династию Tembuzi.
Согласно тому же преданию, империя процветала до XVI в., когда её завоевали вторженцы народности луо, пришедшие с юга Судана и основавшие на её территории королевство Буньоро. Проблематичность исторического подтверждения этого сказания состоит в том, что современные народы баньоро, баганда, баньянколе и батуси говорят на языках, не имеющих отношения к луо.
Чвези, правившие в империи, предположительно были пастушеским полукочевым народом. Поросшая лесами центральная часть Уганды была не слишком подходящей для такого образа жизни.

### Династии батембузи и бачвези
Считается, что империю Китара основала династия Батембузи, которую затем сменила династия Бачвези. Об обеих известно немного, как и о точном времени основания империи. Ряд современных официально признанных королевств на территории Уганды возводят свою историю к империи Китара.
Нередко бачвези связывают с крупными земляными сооружениями на западе Уганды. В ходе археологических раскопок в месте предполагаемого нахождения Bigo bya Mugenyi, столицы империи, а также Нтуси на территории округа Мубенди современной Уганды, обнаружены многочисленные свидетельства существования городского центра с высокоразвитой организацией.

### Династия Бабиито
Империя Китара распалась в XVI в. с приходом нилотских племён луо с севера. Народность биито под предводительством вождя Лабонго вторглась на территорию Буньоро, самой северной провинции империи Китара, где находился административный центр империи. Оттуда завоеватели расселились на север Уганды и на северо-восточное побережье озера Виктория.
К югу от Буньоро на месте империи возникло несколько королевств, в частности, Анколе (в основном на территории современной Уганды), Карагве и Кьямутвара (нынешняя Танзания), а также Бурунди и Руанда.